# Пайтакаран
Пайтакара́н (арм. Փայտակարան) — историческая провинция, территория ныне разделённая между Азербайджаном  и Ираном.
До II в. до н. э. провинция входила в состав Атропатены. Затем вошла в состав Великой Армении, став её одиннадцатой, самой восточной провинцией Великой Армении. После 387 года н. э., была включена в состав Кавказской Албании.
Располагалась в нижнем течении Аракса и Куры и на побережье Каспийского моря. Площадь Пайтакарана составляла 21 тыс. км². Центральная часть провинции располагалась на Муганской равнине. Главный город — Пайтакаран в Мильской степи, к западу от слияния Аракса и Куры.

## Этимология
Согласно американскому историку Роберту Хьюсену, название включает армянский и иранский элементы, — p‘ayt «дерево» и garān «горы», — указывая на наличие лесов в провинции.
Согласно азербайджанскому историку Саре Ашурбейли, название «Пайтакаран» состоит из двух компонентов: пайтак — искажённое от пайтахт (перс.) — «столица» и Аран — местное название Албании.
По мнению Анаит Периханян, название провинции состоит из двух элементов payt и karan, первый из которых является самоназванием каспского племени, а второй обозначает «край, берег, граница, область» (ср.-перс. karān «край, конец, предел» и парф. karān «сторона, направление, край»).
Названия гаваров Пайтакарана имеют армянское и иранское происхождение. Часть этих топонимов, возможно, имеют связь с особым религиозным значением Пайтакарана в периоды правления Аршакидов и Сасанидов.

## История

### В античный период
Античным авторам эта провинция известна под более древним названием «Каспиана». До II в. до н. э. провинция входила в состав Мидии Атропатены, затем была присоединена к армянскому государству первым царём Великой Армении Арташесом I.
В 335—336 гг. правителем Пайтакарана стал массагетский царь Санесан (Санатрук), подвергший жестокой казни внука Григория Просветителя Григориса, проповедовавшего христианство в Албании. В 337 году Санесан (Санатрук) возглавил вторжение в Армению войска, состоявшего из представителей различных племён, населявших прикаспийские территории Закавказья и горные районы Южного Дагестана.
После 387 года н. э., при разделе Армении между Сасанидским Ираном и Римской империей, провинция была включена в состав Кавказской Албании.
Армянский географ VII в. Анания Ширакаци описывает провинцию следующим образом:
Пайтакаран, к востоку от Ути, на Араксе, имеет 12 областей, которыми владеет ныне Атрпатакан: 1. Хракот-Перож, 2. Варданакерт, 3. Еотнпоракиан-Багинк, 4. Ротибага, 5. Баганрот, 6.  Ароспижан, 7. Гани, 8. Атли, 9. Багаван, 10. Спандаран-Перож, 11. Ормизд-Перож, 12. Алеван. Производит несметное количество хлопка и самородный ячмень.
Армянский историк III—IV вв. Агафангел Армянский упоминает «Пайтакаран, царственный город армянский». В то же время, по мнению профессора Роберта Хьюсена, Пайтакаран был «вне всяких сомнений неармянским по этническому составу населения».

### После Великой Армении
А. А. Иессен локализовал город Пайтакаран на территории у села Тазакенд, расположенного в 7—8 км к юго-востоку от Орен-Кала. Здесь было обнаружено два прямоугольных городища, на одном из которых найдены три каменные базы (около V века н. э.) от деревянных колонн. Здесь же в 1955 году были выявлены римские серебряные монеты I века. н. э., поблизости же были найдены «следы позднейших кувшинных погребений, а возможно и культурного слоя поселения». По мнению К. М. Мамед-заде, на месте города Пайтакаран, в арабский период находился город Байлакан, а ныне находится городище Орен-Кала. С. Т. Еремян также отождествлял Пайтакаран с Байлаканом. Согласно британскому востоковеду К. Э. Босуорту название Пайтакаран — армянская форма названия Байлакан.
В исламский период область известна как «область или страна Гуштасфи», что связано с именем упомянутого в Авесте царя Виштаспа. Так, по сообщениям жившего в XIII—XIV вв. Хамдаллах Казвини,
Гуштасфи – это провинция, расположенная у берегов Каспийского моря, и она была основана царем Гуштасбом ибн Лухрасбом. Он прорыл большой канал от реки Куры до Аракса, благодаря которому отводятся воды по малым каналам в деревни вдоль берегов.
население области Гуштасфи говорит на пехлевийском диалекте, близком языку Гиляна.
В настоящее время территория разделена между Азербайджаном и Ираном.